# Matteo Brancaleoni
Pour les articles homonymes, voir Brancaleoni.
Matteo Brancaleoni, né le 31 mai 1981 à Milan, est un chanteur italien de pop et de jazz et également un acteur.

## Biographie
Apprécié et très apprécié par les goûts de Renzo Arbore, Maurizio Costanzo, Fiorello et Michael Bublé avec qui il duetted direct à Rome en 2007 lors du concert de Michael Bublé ,,, Matteo Brancaleoni est maintenant considéré comme l'un des italiens de premier plan interprètes de l'American Songbook ». Parmi les dix meilleurs chanteurs de jazz dans le sondage italienne de 2012 voté par les lecteurs de "Jazzit" magazine.Ses spectacles en direct au prestigieux Club Blue Note Jazz à Milan ont produit un 5 stupéfiante épuisé Nuits,.  Au fil des ans, il a eu la chance de travailler, entre autres, avec des musiciens de jazz de la trempe de:. Franco Cerri, Renato Sellani, Gianni Basso et Fabrizio Bosso. Souvent comparé à son idole, Frank Sinatra. Il a reçu en 2008 Nouveau Talent au Festival de jazz d'Elbe. Son premier album "Just Smile" et son deuxième album "Live In Studio" ont été accueillis avec enthousiasme par le public et la critique nationale et internationale,. Son record "Live in studio" a été pendant deux semaines, le meilleur album de jazz de vente sur iTunes et pendant six mois ses spectacles en direct ont été répertoriés dans la section live recommandé par l'Apple Store,. Son nouvel album "New Life" a été conçu à partir de la rencontre avec l'écrivain romain et arrangeur Nerio Poggi (Papik), déjà partenaire d'écriture pour Mario Biondi dans ses deux derniers albums. Bien rempli avec des ambiances jazzy "New Life" est aussi un mélange classique de 6 grands classiques et 5 nouvelles chansons originales arrangées avec des ambiances et de styles différents. Journaliste, membre du Ijja (International Jazz Journalist Association), la FIJ (Fédération internationale des journalistes) , il écrivait Jazz Magazine et Millionnaire. Président pour deux ans du Club Rotaract "Alba Langhe e Roero" (2009-2010) est un membre du Club Rotary de Alba.

### Principaux albums
- Just Smile  (Philology) - (2006)
- Live in studio  (MBrec) - (2009)
- New Life  (Irma Records/LaDouche) - (2012)

### EP et autre
- Merry Merry Christmas  (D'Herin Records) - (2008)

### Album en spectacle
- Live! with Gianpaolo Petrini Big Band (D'Herin Records) - (2012)

### Compilation
- 2006 Un Sanremese a Londra - (CSK Multimedia)
- 2007 Il Meglio di Zazzarazzaz (various artists) - (CSK Multimedia)
- 2007 Jazz Magazine (n.49) - (Emme K Editore, New Sounds2000)

### Apparitions
- 2007 Time After Time, Still In My Heart (album), (Michela Lombardi, Renato Sellani) - (Philology)
- 2007 For All We Know, Moonlight Becomes You (album), (Michela Lombardi, Renato Sellani) - (Philology)
- 2009 Pure Imagination, Enter Eyes (album), (Andrea Celeste, Andrea Pozza) - (Zerodieci/Incipit Records)

### DVDs
- The Gianpaolo Petrini Big Band - Live from Collegno (Electromantic music) - (2010)
- Live! with Gianpaolo Petrini Big Band (D'Herin Records) - (2012)